# Hotel Savoy (Londen)
Het Savoy Hotel in Londen werd gebouwd door de Engelse impresario Richard D'Oyly Carte (1844-1901). Deze had zo'n groot succes gehad met de opera's van William S. Gilbert en Arthur Sullivan dat hij speciaal hiervoor het Savoy Theater liet bouwen. Het theater opende in 1881 en stond op grond van het voormalige Savoy Paleis.
Het Savoy Hotel werd ontworpen door architect Thomas Edward Collcutt en lag naast het theater. Het werd geopend op 9 augustus 1889. Het hotel was toen al zeer luxueus, het had elektrisch licht en een elektrische lift, bijna alle kamers hadden een eigen badkamer, en alle badkamers hadden warm en koud stromend water. De eerste manager was de Zwitserse hotelier César Ritz, die later de Ritz hotels oprichtte, de eerste chef-kok was de beroemde Auguste Escoffier.
In 1910 werd de gehele gevel van het hotel in tien weken vernieuwd, waarbij de balkons verwijderd werden om ruimte te maken voor meer badkamers. Aan het hotel werden twee verdiepingen toegevoegd, en op de begane grond kwam een extra grote balzaal.

## Beroemde gasten
Veel artiesten hebben in het hotel gewoond. Het uitzicht over de Theems werd geschilderd door James Whistler en Claude Monet, Lena Horne debuteerde in het hotel, George Gershwin gaf er zijn première van de Rhapsody in Blue. Andere beroemde gasten waren onder meer Josephine Baker,  The Beatles, Humphrey Bogart,  Enrico Caruso, Charlie Chaplin, Winston Churchill, Noël Coward, Joan Crawford, Marlene Dietrich, Bob Dylan, Edward VII, Judy Garland, Sophia Loren, Babe Ruth, Bette Midler, Marilyn Monroe, Laurence Olivier, Pablo Picasso, Frank Sinatra,  Barbra Streisand,  Elizabeth Taylor en Harry Truman en John Wayne.
In Savoy Steps, een steegje bij het hotel, filmde Bob Dylan op 8 mei 1965 zijn beroemde videoclip voor Subterranean Homesick Blues, met een cameo van de dichter Allen Ginsberg en roadmanager Bob Neuwirth op de achtergrond.

### Claude Monet
Monet schilderde naar schatting tachtig doeken in Londen. Hij kwam in februari 1890 voor twee maanden naar het net geopende Savoy en opnieuw in januari 1901. Zoals gewoonlijk kreeg hij kamer 618 maar daarnaast had hij nog een kamer die hij als atelier gebruikte. Omdat zijn bagage in 1901 een week vertraging had, maakte hij enkele pasteltekeningen van het uitzicht op de Theems en de Waterloobrug, als oefening voor een later te maken olieverfschilderij. Van 13 tot 16 december 2011 keerde de pastel tijdelijk terug in het Savoy.

## Verkoop
Op 19 januari 2005 werd het hotel verkocht aan Al-Waleed bin Talal al-Saoed, die het management uitbesteedde aan Fairmont Hotels and Resorts. Op 15 december 2007 werd het hotel tijdelijk gesloten voor een periode van vijftien maanden ten behoeve van een complete renovatie. De renovatie liep uit, het hotel werd op 10 oktober 2010 heropend. Sindsdien heeft het hotel 268 kamers.

## Savoy Court
Savoy Court, de straat die leidt naar het hotel, is de enige straat in het Verenigd Koninkrijk waar het verplicht is rechts te rijden. Dit gebruik zou dateren uit het tijdperk van de hackney carriage, een taxi waarvan de scharnieren bij de passagiersdeuren aan de achterzijde zaten, het zogenaamde zelfmoordportier. Rechts rijden vermeed dat de taxichauffeur uit moest stappen om het portier voor zijn passagiers te openen.